# Уткашь
Уткашь — река в России, протекает по Рыбинскому району Ярославской области. Устье реки находится в 2708 км по правому берегу вдхр Горьковское, в городе Рыбинске. Длина реки составляет 22 км, площадь водосборного бассейна 54,5 км².
Исток реки находится около Новой деревни, в окрестностях железнодорожной платформы Пиняги. Она течёт в основном направлении на северо-запад, оставаясь между железной и автомобильной дорогами Рыбинск- Ярославль. Она протекает мимо деревень Октябрьского сельского поселения Ивакино (по правому берегу) и Антоново (по левому берегу), после чего около 5 км течёт по незаселённому заболоченному лесу. Начиная с деревни Левино-Лесное (левый берег) река протекает по территории Волжского сельского поселения, где деревни следуют по берегам практически непрерывно. Отметка уровня воды выше деревни Левино 125 м. Деревня Гавриловское сейчас располагается на обоих берегах, правобережная деревня была объединена с ранее существовавшими тут деревнями Щепино, на правом берегу, и Выдрино, на левом. Далее река протекает мимо строений крупного животноводческого комплекса с центром в поселке Ермаково.
Затем следуют деревни Кирилловское, расположенная на обоих берегах, но в основном на правом, и Фоминское, на правом берегу. Ниже Фоминского реку пересекает мост дороги ведущей из Рыбинска к селу Аксёново, расположенного на удалении около 1 км от левого берега. Ниже моста в реку впадает небольшой левый приток. Между мостом и этим притоком стоит деревня Никольское, а по другому берегу этого притока деревня Зиновьево. Напротив Никольского и Зиновьево по правому берегу, отделенная от Фоминского только дорогой стоит деревня Красный Пахарь.
Далее по левому берегу деревня Денисьево, а по левому — Скородумово. После Скородумово река пересекает окружную автомобильную дорогу города Рыбинска и протекает по деревне Воронино. После деревни Воронино она попадает в современную границу города Рыбинска, слева от реки улица Оленинская, которая ранее была деревней Оленино. Река пересекает железнодорожную ветку местного значения, справа от реки улица Логиновская, которая ранее была деревней Логиново. Далее река пересекает Ярославский тракт, направление её течения меняется сначала на северное, затем на северо-восточное. После Ярославского тракта река протекает по району, где находится множество складов и предприятий. Впадает в Волгу она между Рыбинским грузовым портом и перевалочной нефтебазой.

## Данные водного реестра
По данным государственного водного реестра России относится к Верхневолжскому бассейновому округу, водохозяйственный участок реки — Волга от Рыбинского гидроузла до города Кострома, без реки Кострома от истока до водомерного поста у деревни Исады, речной подбассейн реки — Волга ниже Рыбинского водохранилища до впадения Оки. Речной бассейн реки — (Верхняя) Волга до Куйбышевского водохранилища (без бассейна Оки).
Код объекта в государственном водном реестре — 08010300212110000010408.